# 11 settembre 2001 (film)
11 settembre 2001 (11'09"01 - September 11) è un film del 2002, composto da undici episodi diretti da 11 registi differenti (Samira Makhmalbaf, Claude Lelouch, Yusuf Shahin, Danis Tanović, Idrissa Ouédraogo, Ken Loach, Alejandro González Iñárritu, Amos Gitai, Mira Nair, Sean Penn e Shōhei Imamura).
Il film, una coproduzione internazionale tra Regno Unito, Francia, Egitto, Giappone, Messico, USA e Iran, è ispirato agli attentati dell'11 settembre 2001. Ogni episodio è della durata di 11 minuti, 9 secondi e un fotogramma.

## Trama

### Episodio 1:Iran
La notizia degli attentati dell'11 settembre 2001 raggiunge un campo profughi afgano, in cui ferve la produzione di mattoni per costruire nuovi rifugi, in vista degli attacchi promessi dagli Stati Uniti. Qui una giovane maestra cerca di spiegare ai suoi giovani allievi cosa è avvenuto e di far rispettare loro un minuto di silenzio in onore delle vittime. I due tentativi, tuttavia, falliscono uno dopo l'altro. In ultimo, la maestra si trova a dover imporre il minuto di silenzio ai bambini vicino a una ciminiera, il luogo più simile a un grattacielo.

### Episodio 2:Francia
New York, 11 settembre 2001: una giovane fotografa francese sorda è ospite del fidanzato, guida turistica per disabili che sta per portare un gruppo in visita alle Torri Gemelle. Dopo che lei ha tentato di spiegargli che una storia a distanza come la loro non ha nessuna possibilità di riuscita, cerca di lasciargli un messaggio al computer prima d'andarsene, spiegandogli che solo un miracolo può tenerli ancora assieme. In quel momento lui torna a casa coperto di polvere, sfuggito miracolosamente all'attentato.

### Episodio 3:Egitto
New York, 10 settembre 2001: il regista Yusuf Shahin sta concludendo le riprese di un film al World Trade Center, ma viene allontanato assieme alla sua troupe in maniera decisa da un poliziotto perché non ha l'autorizzazione per stare lì. Due giorni dopo, Shahin si presenta in una conferenza stampa, ma si dice sconvolto dagli attentati e chiede di poterla rimandare, scatenando la reazione piccata di una giornalista.
Mentre è sulla scogliera davanti a casa, gli appare il fantasma di un giovane soldato statunitense, morto nell'attentato alle forze multinazionali in Libano del 1983. Il soldato rivela a Shahin che lui è l'unico a poterlo vedere, perché è l'unico che riesce a sentire e comprendere ciò che succede intorno. I due affrontano un "viaggio" che li porta ad analizzare le radici dello scontro fra Stati Uniti e mondo arabo, partendo dalla casa del giovane arabo che fu il materiale esecutore dell'attentato. Dopo aver osservato la sua preparazione, Shahin discute con i genitori di lui, che si dicono fieri di ciò che ha fatto e passano a lamentare le costanti violenze subite dai palestinesi da parte di Israele.
Il soldato reagisce dicendo che, pur comprendendo gli attentati contro i soldati, non è comunque giusto sparare nel mucchio. Il regista controbatte mostrando la lista delle vittime degli interventi militari e delle guerre statunitensi dopo la Seconda guerra mondiale, non giustificando le violenze ma lamentando l'incapacità degli Stati Uniti di comprendere che la legittima difesa dei loro principi passa spesso per la distruzione di altri paesi. Il loro percorso termina al cimitero nazionale di Arlington, dove Shahin trova la fidanzata e il padre del giovane soldato, che si scopre essere il poliziotto che lo allontanò dalle Torri Gemelle e con il quale si riconcilia. Poco dopo, appare il fantasma dell'attentatore che con fare deciso rimprovera il regista di mostrarsi troppo buono con quel soldato. Shahin ribatte che entrambi sono vittime della stupidità umana, ma l'attentatore risponde ribadendo ancora una volta la sua posizione e mostrando di non voler comprendere, lasciando il regista resta di stucco di fronte alle sue parole intransigenti.

### Episodio 4:Bosnia-Erzegovina
Nonostante gli attentati a New York, una ragazza di Srebrenica ritiene opportuno celebrare comunque la manifestazione mensile, in memoria del massacro della popolazione locale da parte dei soldati serbo-bosniaci, avvenuto l'11 luglio 1995.

### Episodio 5:Burkina Faso
Ouagadougou, settembre 2001: Adamà è un ragazzo che è costretto ad abbandonare la scuola e lavorare come strillone per poter pagare le medicine alla madre malata. Due settimane dopo gli attentati, Adamà vede un uomo molto simile a Osama bin Laden e decide di catturarlo con l'aiuto dei suoi amici, per poter reclamare la taglia di 25 milioni pendente sul suo capo. I ragazzi decidono di utilizzare quei soldi per curare la mamma di Adamà e, potenzialmente, molti altri malati nel Paese, così come di non dire nulla agli adulti, per evitare che sprecassero i soldi della taglia.
I ragazzi rubano la videocamera di uno dei loro genitori e iniziano a pedinare ''Osama bin Laden" fino a una radura dove, ogni giorno, si reca a pregare. I cinque escogitano dunque un piano per catturarlo in quella radura, ma bin Laden quel giorno non si fa vedere. I ragazzi cercano di catturarlo all'albergo, ma scoprono che l'uomo ormai sta andando in aeroporto, dove vengono fermati dal poliziotto prima che possano entrare. Alla fine, i ragazzi decidono di vendere la videocamera e di dare i soldi ad Adamà, cosicché possa curare la madre e tornare a scuola.

### Episodio 6:Regno Unito
Pablo, profugo cileno a Londra, scrive una lettera ai familiari delle vittime degli attentati dell'11 settembre 2001, ricordando loro il "suo" 11 settembre: quello del 1973, quando il generale Augusto Pinochet attuò un colpo di Stato, sostenuto dagli USA, contro Salvador Allende, presidente democraticamente eletto nel 1970. Pablo narra nella sua lettera del coinvolgimento statunitense nel finanziamento di gruppi di destra e di eversione, fino al golpe, e delle violenze e delle torture subite da lui e dai suoi connazionali. Costretto prima a cinque anni di prigione e poi all'esilio, dichiara di non poter più tornare in Cile perché la sua famiglia e i suoi figli ormai sono nati e cresciuti nel Regno Unito. Pablo conclude la sua lettera con l'auspicio che, così come lui si unirà nel ricordo delle vittime dell'11 settembre 2001, così loro si uniranno a lui nel ricordo delle vittime dell'11 settembre 1973.

### Episodio 7:Messico
Schermo nero. Rumori di fondo e voci di vita quotidiana, interrotti all'improvviso dalle urla dei testimoni dello schianto del volo AA11 contro la Torre Nord del World Trade Center. Mentre lo schermo nero viene ogni tanto interrotto dalle immagini di repertorio degli attentati, si sovrappongono le voci degli annunci in televisione, delle urla delle vittime, delle esplosioni degli aerei, delle chiamate fatte dalle vittime e dai loro parenti. Il sonoro si interrompe e si vedono le due Torri crollare senza sonoro. Le voci di fondo ricominciano su un fondo di violini, mentre lo schermo dopo un po' passa gradualmente dal nero al bianco. Appaiono due scritte, una in caratteri arabi e una in inglese, del medesimo significato: "La luce di Dio ci illumina o ci acceca?". Le frasi infine scompaiono in una luce accecante.

### Episodio 8:Israele
Un attentato suicida scuote Tel Aviv. Soldati, poliziotti e medici per vari, lunghi minuti cercano di coordinare le operazioni di messa in sicurezza e di soccorso. Una giornalista e la sua troupe arrivano sul posto e cercano in tutti i modi di ottenere informazioni dalle forze dell'ordine presenti, ottenendo soltanto inviti perentori a sgomberare l'area. A un certo punto, la regia comunica alla giornalista che non andrà in onda e lei reagisce dapprima protestando, poi iniziando a snocciolare vari eventi storici avvenuti tutti l'11 settembre. Mentre la giornalista insiste nel realizzare il suo servizio, si sente in sottofondo la voce del regista che le dice che qualcosa di molto grave è avvenuta a New York, fino a dire esplicitamente: "Ricorda questa data, 11 settembre, perché è una data che nessuno più dimenticherà". Di fronte alle ulteriori, ma ormai inintelligibili, proteste della giornalista, il regista risponde: "Non ti sto parlando dell'11 settembre del 1944 o del 1997, ti sto parlando dell'11 settembre di oggi".

### Episodio 9:India
Una donna pakistana non ha più notizie del figlio Salman dal giorno degli attentati alle Torri Gemelle. CIA e FBI la interrogano ripetutamente, poiché ritengono che il giovane, di fede musulmana, possa essere collegato agli attentati. In particolare, fanno molte domande sul perché non si sia presentato al lavoro quel giorno e sul perché, nonostante avesse deciso di intraprendere la carriera medica e di abbandonare l'accademia di Polizia, detenesse ancora il tesserino di quest'ultima.
Mentre la donna non si rassegna alla scomparsa del figlio, i media iniziano a riferire la notizia di un suo coinvolgimento nell'attentato, cosa che non fa che acuire l'isolamento in cui la donna e la famiglia sono piombati. Solo dopo sei mesi, il resti del ragazzo vengono identificati fra quelli ritrovati fra le macerie e viene ristabilita la verità: si scopre che il giovane è morto mentre prestava soccorso sul luogo degli attentati. Durante l'elegia funebre, la madre denuncia il clima di sospetto che si è creato contro la sua famiglia e contro la comunità musulmana negli Stati Uniti.

### Episodio 10:Stati Uniti d'America
Un anziano trascorre la sua vita da solo in un appartamento oscurato dalle Torri Gemelle. L'uomo, rimasto vedovo, sfoga la sua solitudine parlando con la sua defunta moglie, come se fosse ancora in vita, e coltivando il suo vaso di fiori, appassiti per la mancanza di luce. Il crollo delle Torri finalmente permette alla luce di inondare l'appartamento e rivitalizza all'improvviso i fiori. L'anziano, felice per l'accaduto, fa per mostrare il vaso alla moglie, ma la luce svela l'illusione in cui ha vissuto fino ad allora. Fra le lacrime, rimpiange che la moglie non sia lì a vedere finalmente il vaso rifiorire.

### Episodio 11:Giappone
Giappone, agosto 1945. Yoichi, un soldato tornato dal fronte affetto da disturbo post traumatico, si comporta come un serpente, per la costernazione dei genitori e della moglie. I suoi familiari cercano di convincerlo a tornare allo stato "umano", ma senza riuscirvi. Gli altri abitanti del villaggio iniziano a guardarli con sospetto e paura, ma questo non impedisce alla moglie di Yoichi di avere una relazione extra-coniugale.
Mentre la moglie e il suo amante parlano delle esperienze traumatiche che il soldato deve aver subito, del nuovo tipo di bomba usato nel bombardamento di Hiroshima e della ormai prossima fine della guerra, la situazione peggiora: Yoichi ingoia un topo sotto gli occhi inorriditi della madre, che decide di cacciarlo via di casa. Nei giorni successivi, gli abitanti del villaggio subiscono la perdita di vari animali e tutti danno la colpa al soldato impazzito. Viene deciso così di organizzare un'operazione di ricerca per ritrovarlo, ma senza successo. Nel frattempo, un flashback chiarisce il motivo del comportamento del soldato: nascostosi dietro un masso dopo una violenta battaglia, Yoichi viene picchiato da un suo commilitone che gli chiede perché non prenda parte a questa "guerra santa".
Durante la battuta di caccia, la moglie di Yoichi trova accidentalmente il marito mentre beve l'acqua di un fiume e gli chiede: "Ti disgusta così tanto essere uomo?". Yoichi, per tutta risposta, striscia via ignorando la moglie. Infine, viene mostrato un serpente sopra un sasso del fiume, mentre appare la scritta in giapponese "Le guerre sante non esistono".

## Produzione
Il film è composto da 11 episodi affidati ad altrettanti registi di fama internazionale provenienti da 11 Paesi (e culture) diversi. Ogni regista ha avuto un budget di 400 000 dollari per girare un cortometraggio che ricordasse gli eventi dell'11 settembre 2001 operando a insaputa di ciò che facevano gli altri.

## Distribuzione
Il film uscì nei cinema l'11 settembre 2002, un anno esatto dopo gli attentati alle Torri Gemelle e al Pentagono.

## Accoglienza
Acclamato in molti paesi, il film è stato osteggiato da una parte dei media italiani, che lo hanno giudicato "irrispettoso" e "poco pertinente" con la tragedia, soprattutto per gli ultimi due episodi.
Il Dizionario dei film Morandini, edito da Zanichelli, assegna al film quattro stelle su cinque, asserendo: "È il caso più unico che raro di film a episodi in cui nessuno è sotto il decoro, e non pochi sono quelli di alto livello espressivo/emotivo".